# Musaranho-d'água americano
Sorex palustris, por vezes referido como musaranho-aquático-americano ou musaranho-aquático-do-norte, é uma espécie de musaranho encontrado na região neártica localizada ao longo das cadeias de montanhas do norte dos Estados Unidos e no Canadá e no Alasca que reside em habitats semi-aquáticos, e é conhecido por ser o menor mergulhador mamífero.

## Anatomia e morfologia
O musaranho-de-água americano é uma espécie sexualmente dimórfica em que os machos são geralmente maiores e mais pesados do que as fêmeas. O musaranho apresenta pelagem preta e marrom que varia de tonalidade dependendo da estação. Quando submerso, o animal parece ter um folheado prateado por conta de sua pele repelente de água que aprisiona bolhas de ar. O focinho apresenta vibrissas que, no caso dos musaranhos-de-água, são especializadas na caça aquática. Como outros pequenos mamíferos que passam parte de seu tempo na água, os musaranhos-de-água americanos têm pêlos curtos cobrindo seus membros posteriores para reforçar cada remo com área de superfície aumentada, uma adaptação não diferente das nadadeiras. Externamente, o musaranho-de-água-americano é indistinguível do musaranho-de-água ocidental, uma espécie geneticamente distinta cuja morfologia difere do primeiro estritamente em aspectos cranianos e dentais sutis. O musaranho aquático americano tem um grande crânio que varia de 21-23 milímetros e largura 10-11 milímetros.

## Distribuição e habitat
As populações americanas de musaranho-de-água abrangem as regiões central e oriental do Canadá e norte dos Estados Unidos, bem como uma pequena seção isolada da cordilheira dos Apalaches. Uma distribuição separada da população pode ser encontrada no oeste dos Estados Unidos e no Canadá. Como grande parte da extensão que o musaranho-de-água ocupa hoje era historicamente uma paisagem de mantos de gelo continentais, ele expandiu consideravelmente seu alcance desde o Último Máximo Glacial.
O musaranho-de-água americano preferem habitar riachos de inclinações mais altas, embora tenham sido observados em uma variedade de corpos de água, incluindo riachos com inclinações mais suaves, nascentes, planícies de lama e até tocas de castores. Daí seu nome, raramente são encontrados longe da água, uma vez que sua dieta consiste quase inteiramente de pequenos invertebrados aquáticos e peixes.

## Comportamento
É conhecido por caçar presas terrestres dependendo da facilidade do ataque, mas visam principalmente as presas aquáticas mergulhando em rochas ou margens elevadas de riachos, tornando-os os menores mergulhadores mamíferos. O mais notável sobre esse comportamento é que o musaranho-de-água é principalmente um caçador noturno, o que significa que ele não usa a visão ao localizar suas presas debaixo de água. Embora tenha sido sugerido que os musaranhos-de-água podem usar sonar ou eletrorrecepção para esse fim, todas as investigações sobre essas alegações não produziram nenhuma evidência de apoio. De acordo com a pesquisa de Kenneth C. Catania, musaranhos que mergulham noturnos conseguem localizar suas presas no riacho obscurecido, detectando movimento ao longo de seus bigodes ou "cheirando debaixo de água", uma estratégia em que exalam bolhas de ar em um alvo percebido e, em seguida, inalam novamente suas próprias bolhas de ar para confirmar a presença de presas.
Ao contrário da maioria das espécies de musaranhos que se reproduzem no final do ano, descobriu-se que o musaranho-de-água americano se reproduz entre os meses de fevereiro e agosto, com base na análise de espécimes selvagens cuja atividade ovariana e testicular estava em alta durante esses meses. As fêmeas geralmente têm um período de gestação de três semanas e os filhos nascem na primavera e no verão. Eles geralmente produzem de duas a três ninhadas durante esse período. Essas ninhadas podem conter de três a 10 crias.

## Subespécies
O musaranho-de-água americano tem nove subespécies:
- S. p. albibarbis
- S. p. brooksi
- S. p. gloveralleni
- S. p. hydrobadistes
- S. p. labradorensis
- S. p. navigator
- S. p. palustris
- S. p. punctulatus
- S. p. turneri